# (117413) Ramonycajal
(117413) Ramonycajal (2005 AE13) – planetoida z pasa głównego asteroid okrążająca Słońce w ciągu 3,73 lat w średniej odległości 2,41 j.a. Odkryta 8 stycznia 2005 roku.